# Цветков, Виктор Иванович
Виктор Иванович Цветков (род. 1951) — советский и российский художник.

## Биография
Родился 14 марта 1951 года в городе Новочеркасске.
С 14 лет учился в художественной студии при НПИ, затем Дворце культуры Новочеркасского электровозостроительного завода.
В 1969—1971 годах проходил службу в Советской Армии.
С 1971 года Цветков — член Новочеркасского клуба художников, в 1976 году окончил Каменское педагогическое училище (художественно-графическое отделение).
В 1986—2005 годах жил во Франции (Париж), где стал членом союза художников Франции и президентом международной культурной ассоциации SPLENDEUR DES BEAUX ARTS.
В 2005 году Цветков вернулся в Россию, преподавал в Каменском педагогическом колдедже (живопись, дизайн) в 2005—2006 годах.
В настоящее время живёт в Каменске-Шахтинском и работает художником (дизайнером) по интерьеру и экстерьеру, продолжая творческую деятельность. Преподаёт в городской станции юных техников.

## Выставочная деятельность
Выставки В. И. Цветкова проходили в СССР, России, Франции, Германии, Люксембурге. В его активе более 20 персональных выставок в Европе. Последняя российская выставка прошла в рамках фестиваля «Арт Ростов-2015» в выставочном центре «ВертолЭкспо» (в настоящее время «ДонЭкспоцентр»), Ростов-на-Дону. С 20 мая по 30 июня 2015 года выставка работ донского художника должна была состояться в Донецке (ДНР) в художественно-выставочном центре «АртДонбасс».

### Заграничные выставки
- Франция:
  - 1987 — Осенний Салон. Grand Palais, Paris 8.
  - 1988 — Осенний Салон. Grand Palais, Paris 8. Каннский Салон искусств. Salon de Canne.
  - 1991 — Русское искусство 18-20 веков на аукционе Drouot, Париж. Пространство Аркады. Noisy le Grand.
  - 1992 — Салон Независимых. Grand Palais. Paris 8. Салон французских художников. Paris 8. Центральная почта. Paris 15 (персональная выставка).
  - 1993 — Культурный центр. Montgeron (персональная выставка). Парижский национальный банк. BNP. Paris 16 (персональная выставка).           Лионский кредитный банк. Paris 8 (персональная выставка).
  - 1994 — ЮНЕСКО: выставка Академиков и выпускников Академии Художеств России. Paris 7. Русские художники в Париже, международный центр искусств. Paris 1. Салон Анжер. Salon d’ Angers.
  - 1995 — Галерея «AGIF». Paris 8 (персональная выставка).
  - 1997 — Фестиваль Славянского искусства, российский культурный центр. Paris 16.
  - 1999 — Большая Арка Дефанс. Paris 16 (персональная выставка).
  - 2002−2005 — Галерея «ARTS & ACTUALITE». Paris 7 (персональная выставка).

- Люксембург:
  - 1997 — Культурный центр им. Пушкина (персональная выставка).
  - 1998 — Частный бизнес-клуб «Круг Мюнстера» (персональная выставка). Культурный центр Европейского сообщества (персональная выставка).

- Германия:
  - 1988 — Тюбинген, Констанс.
  - 1989 — Ульм.
  - 1997 — Трир.